# Elmintologia

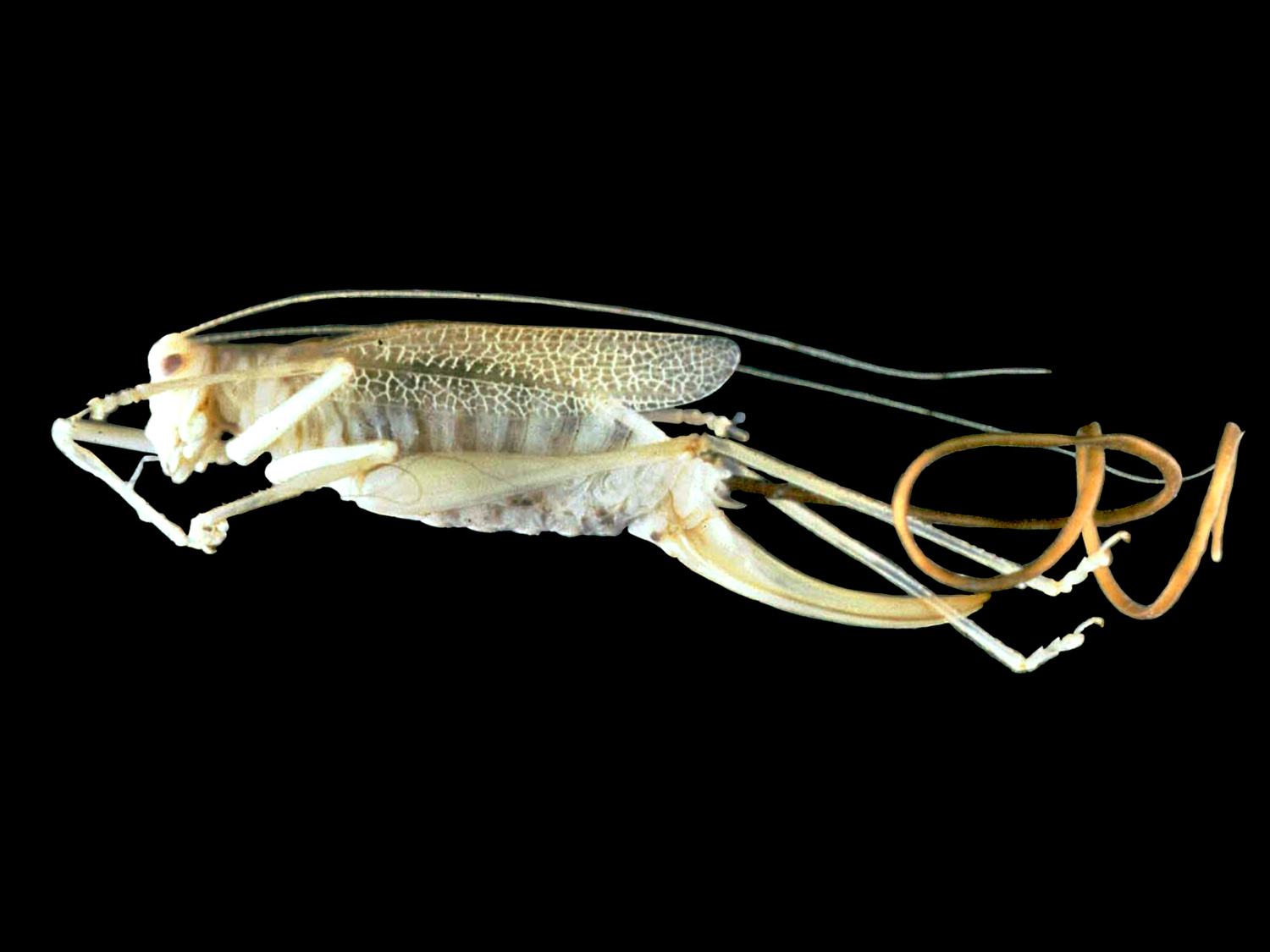
Spinochordodes mentre parassita un Meconema.

L'elmintologia è una branca della zoologia che studia i vermi parassiti (elminti) occupandosi anche dello studio della tassonomia degli elminti e dell'effetto che essi hanno sui loro ospiti. È anche un ramo della parassitologia umana e veterinaria. La condizione medica derivante dall'infezione da parte di elminti di una parte del corpo sia dell'uomo che di altri animali viene chiamata elmintiasi.
La parola elmintologia deriva dall'unione della parola greche hélmins (ἕλμινς, "verme") e del suffisso -logìa (-λογία, "studio, trattazione").
Gli organismi studiati dall'elmintologia appartengono ai Phylum dei Platelminti e dei Nematodi. 
Nel diciottesimo secolo ed all'inizio del diciannovesimo ci fu un enorme numero di pubblicazioni riguardanti l'elmintologia, tanto che questo periodo è ricordato come l'"epoca d'oro" di questa scienza. Fu infatti in quegli anni che autori e scienziati come Félix Dujardin, William Blaxland Benham, Peter Simon Pallas, Marcus Elieser Bloch, Otto Friedrich Müller, Johann Goeze, Friedrich Zenker, Karl Asmund Rudolphi, Otto Friedrich Bernhard von Linstow,  Iginio Sciacchitano e Johann Gottfried Bremser iniziarono uno studio scientifico sistematico della materia.
Il parassitologo giapponese Satyu Yamaguti è stato probabilmente uno dei più attivi elmintologi del ventesimo secolo, testimonianza ne è la sua serie in sei volumi intitolata "Systema Helminthum".